# Niels Petersen (sollevatore)
Niels Christian Petersen (Kerteminde, 12 febbraio 1918 – Copenaghen, 22 agosto 1966) è stato un sollevatore danese.

## Carriera
Militò nell'AK DAN Ballerup, e prese parte ai Giochi olimpici di Londra 1948, classificandosi al sesto posto. Vinse un argento ai mondiali del 1949 di Scheveningen; conquistò due argenti, un bronzo e un oro ai campionati europei di Parigi nel 1946, Helsinki nel 1947, Londra nel 1948 e Scheveningen nel 1949. Partecipò inoltre ai campionati mondiali di Parigi del 1946, piazzandosi al quarto posto. Era il fratello maggiore di Jørgen Fryd Petersen, anch'esso sollevatore.